# Yeshayahu Foerder
Herbert Yeshayahu Foerder (hebräisch ישעיהו פורדר; geboren 25. März 1901 in Charlottenburg; gestorben 10. Juni 1970 in Tel Aviv) war ein deutscher und israelischer Rechtsanwalt und Politiker.

## Leben
Herbert Foerder wurde als Sohn von Ivan Foerder und seiner Frau Helena (geborene Robinsohn) geboren. Er studierte Rechtswissenschaft und Volkswirtschaft an den Hochschulen in Freiburg, Heidelberg und Breslau und promovierte im Jahr 1923. Er war Mitglied im Kartell Jüdischer Verbindungen. Von 1924 bis 1926 war er politischer Sekretär in der Zionistischen Vereinigung für Deutschland. Im Jahr 1926 heiratete er Gertrud Simon (geb. Mainz), gemeinsam hatten sie eine Tochter Miriam (geboren 1929). Von 1927 bis 1933 arbeitete er als Rechtsanwalt in Berlin und war Delegierter zu Zionistenkongressen. Im Jahr 1933 emigrierte die Familie in das Völkerbund-Mandatsgebiet Palästina.
Im britisch kontrollierten Völkerbund-Mandatsgebiet engagierte sich Foerder, wurde 1944 für die Alijah Chadaschah (eine Partei deutscher Immigranten in Palästina) in die vierte Repräsentantenversammlung der jüdischen Palästinenser gewählt, aus deren Mitte wiederum in ihr Exekutivorgan Waʿad Leʾummi (הַוַּעַד הַלְּאֻמִּי ‚Nationalausschuss‘), nach Staatsgründung war er Mitglied der provisorischen Regierung Israels. Bei der Wahl am 25. Januar 1949 wurde er in die verfassungsgebende Versammlung, der späteren ersten Knesset, als Mitglied der Miflaga Progresivit (Progressive Partei) gewählt. Bei den Wahlen 1951 (zweite Knesset) und 1955 (dritte Knesset) zog er wieder in die Knesset ein. Die dritte Legislaturperiode beendete er vorzeitig am 28. Oktober 1957.
Neben seinen politischen Aktivitäten war er vornehmlich 1934 Mitbegründer und bis 1957 Leiter der Wohnungsbaugesellschaft Rural and Suburban Settlement Company (RASSCO), Vorstandsvorsitzender der General Mortage of Israel, im Vorstand der Bank Leʾummi, der Union Bank of Israel und der Independent Development Bank of Israel. Zudem war er noch Aufsichtsratsmitglied der Anglo-Israel Bank of London.